# Région de recensement de Kusilvak
La région de recensement de Wade Hampton (Wade Hampton Census Area en anglais) est une région de recensement de l'État d'Alaska aux États-Unis, partie du borough non organisé.

## Villes
- Alakanuk
- Chevak
- Chuloonawick
- Emmonak
- Hooper Bay
- Kotlik
- Marshall
- Mountain Village
- Nunam Iqua (Sheldon Point)
- Ohagamiut
- Pilot Station
- Pitkas Point
- Russian Mission
- Scammon Bay
- Saint Mary's

## Cours d'eau
- Andreafsky
- Atchuelinguk
- Kun
- Manokinak
- Reindeer

Sur les autres projets Wikimedia :
- Région de recensement de Kusilvak, sur Wikimedia Commons

## Démographie
| 1960  | 1970  | 1980  | 1990  | 2000  | 2010  |
| ----- | ----- | ----- | ----- | ----- | ----- |
| 3 128 | 3 917 | 4 665 | 5 791 | 7 028 | 7 459 |